# Ускочки рат
Ускочки рат или Градишки рат вођен је од 1615. до 1618. године између Шпаније и Аустрије са једне и Млетачке републике са друге стране. Завршен је победом Млетачке републике.

## Узроци
Млетачка република је од Аустрије више пута захтевала да уклони ускоке у унутрашњост земље. Разлог за то били су стални упади ускока на млетачко бродовље у области од Истре до Котора. Аустријанци одбијају да испуне захтев, па Млечани предузимају блокаду приморја. Захтев аустрије да Млечани уклоне блокаду подржао је и немачки цар Матија. Млечани су уклањање блокаде условили уклањањем ускока и усвајањем одредаба о расељавању из 1600. године. Одлука Млечана да у случају одбијања Аустријанаца објави рат је још више заоштрила односе. Папа је настојао да спречи сукоб. Међутим, новембра 1615. године започели су први сукоби.

## Ратне операције
Ратне операције вођене су на територији Истре, Фурланије и Хрватског приморја. Ускоци су широко развили дејства, нападали и палили млетачко бродовље и ометали снабдевање њихових копнених снага. Ускоцима су у помоћ притекли Оточани, Брињани и хрватски великаши Никола и Вук Франкопан са бандеријама и општим позивом. У децембру је у Горицу стигло 1000 хрватских пешака и 500 коњаника. Из Карловца је стигло још 500 војника, а према Ријеци је упућено 300 немачких пешака. Посредовање папе и шпанског краља наишло је на отпор Млетачке републике (1616. година). Исте године су млетачке снаге трпеле поразе код Трста, али им је пошло за руком да освоје Горицу и предузму опсаду Градишке по којој је Ускочки рат познат и као Градишки рат. Опсада је трајала 25 дана. Млечани су изгубили око 3000 људи. Односи су се још више заоштрили у јулу када су Млечани поново заузели Карлобаг. Аустрија се, у недостатку морнарице која би се могла мерити са млетачком, обратила за помоћ Шпанији.

## Долазак Шпанаца
У пролеће 1617. године шпанска флота од 9 галеона упловљава у Јадранско море. Касније је појачана са још 15 галеона и 26 галија. Четири ускочка брода придружила су се флоти. Шпанци су загосподарили Јадраном. Млеци се повлаче у Сплит. Уследила је неодлучна поморска битка код Дубровника. Сукоби на Средоземљу све су више ангажовали велике силе које су биле спремне на преговоре.

## Мир
Посредовањем француског краља Луја, дана 6. септембра 1617. године закључен је мир у Паризу између немачког цара, аустријског надвојводе и Млечана. Потписивање је обављено двадесет дана касније у Мадриду. Одредбе:
- Протеривање ускока из Сења и уништење њихове флоте.
- Довођење немачке војске у Сењ.
- Враћање територија које су Млеци освојили.
- Обавеза Аустрије и Немачке да спречавају ускочке нападе на Млетачку републику и поновно насељавање у спорним областима.

Мировним уговором у Мадриду формално су прихваћени услови Млетачке републике. Међутим, рат је стварно завршен status quo. Млеци су имали велике губитке у рату.